# Trường Trung học Hồng y Hayes
Trường Trung học Hồng y Hayes là một trường trung học nam sinh Công giáo trong khu phố Concourse Village thuộc The Bronx, Thành phố New York. Trường phục vụ Tổng giáo phận New York và là một thành viên của CHSAA. Trường được xây dựng theo phong cách Art Deco và được đặt theo tên của Hồng y Patrick Joseph Hayes, một tổng giám mục trước đây của tổng giáo phận.

## Lịch sử
Ngày 23 tháng 5 năm 1939, Giáo hoàng Piô XII bổ nhiệm Francis Spellman làm Tổng giám mục thứ sáu của Tổng giáo phận New York. Theo báo cáo, ngay từ lúc đó ông đã muốn xây dựng một khu tưởng niệm phù hợp và lâu dài cho vị tiền nhiệm của mình là cố Hồng y Patrick Joseph Hayes. Khu tưởng niệm ấy sau này chính là ngôi trường. Tổng giám mục Spellman đặt viên đá đầu tiên vào ngày 20 tháng 11 năm 1940, tức sinh nhật của Hồng y Hayes. Trường Hồng y Hayes được khánh thành và thánh hiến bởi tổng giám mục giáo phận vào ngày 8 tháng 9 năm 1941, đúng vào lễ kỷ niệm 49 năm thụ phong linh mục của vị cố hồng y.
Đối thủ hiện tại của ngôi trường là Học viện Núi Thánh Micae. Đội bóng bầu dục của hai trường đã gặp nhau hàng năm kể từ năm 1942 vào ngày Lễ Tạ ơn. Trường Hồng y Hayes cũng tham gia vào các cuộc tranh tài bóng bầu dục không thường niên với Trường Trung học Hồng y Spellman cho Cúp Câu lạc bộ của các Cha và Trường Trung học Tổng giám mục Stepinac cho Cúp Tưởng niệm Cha John Dubois.

## Cựu học sinh nổi bật
- George Carlin, diễn viên hài độc thoại (bị đuổi học), ông sau này theo chủ nghĩa vô thần, chống đối lại Giáo hội Công giáo Rôma và chế giễu tôn giáo[5][6][7]
- Willie Colon, cầu thủ NFL[8][9]
- Stalin Colinet, cầu thủ NFL, lớp 1992[9]
- Don DeLillo, tác giả và nhà viết kịch[10][11][12]
- George Dzundza, diễn viên điện ảnh và truyền hình[13]
- John F. Good (1936 – 2016; lớp 1954), đặc vụ FBI, người tạo ra bẫy bắt tội phạm Abscam[14]
- Jim Jones, rapper trong nhóm Dipset (không tốt nghiệp)[15]
- Kevin Loughery, cầu thủ NBA chơi cho Detroit Pistons, Baltimore Bullets và huấn luyện viên cầu thủ cho Philadelphia 76ers[16][17]
- Jamal Mashburn, cầu thủ NBA chơi cho Dallas Mavericks, Miami Heat và New Orleans Hornets[18]
- Andrew C. McCarthy, nhà phỉnh bút và cựu Trợ lý Luật sư Hoa Kỳ[19]
- Jack McGee, diễn viên điện ảnh và truyền hình[20]
- Bernard McGuirk, giám đốc sản xuất của chương trình phát thanh và truyền hình Imus in the Morning[21]
- George Pérez, nhà minh họa và tác giả truyện tranh[22]
- Regis Philbin, nhân vật truyền hình[5]
- Mario Runco, Jr., phi hành gia và cựu chuyên gia nhiệm vụ NASA[23]
- Bobby Sanabria, nhạc công, nhà soạn nhạc, nhà biên khúc, nhà giáo dục[24]
- Martin Scorsese, nhà làm phim đoạt Giải Oscar[5][12]
- John Sweeney, Chủ tịch AFL-CIO 1995 – 2009, đoạt Huân chương Tự do Tổng thống 2010[12][25]
- Gerry Ward, cầu thủ bóng rổ[17]